# Alexander Feopenowitsch Korobeinikow
Alexander Feopenowitsch Korobeinikow (russisch Александр Феопенович Коробейников; * 6. April 1934 im Dorf Taskino bei Podgornoje) ist ein sowjetisch-russischer Geologe, Geochemiker und Hochschullehrer.

## Leben
Korobeinikow, Sohn eines Parteifunktionärs und einer Lehrerin, studierte nach dem Schulabschluss 1949 zunächst am Tomsker Bergbau-Technikum (Abschluss 1953) und dann am Tomsker Polytechnischen Institut (TPI) mit Abschluss 1959 in der Fachrichtung Geologie und Bodenschätzelagerstätten-Prospektion. Seine Lehrer waren Alexei Michailowitsch Kusmin, Juri Alexejewitsch Kusnezow, Felix Nikolajewitsch Schachow und Leonti Leontjewitsch Chalfin. Darauf arbeitete Korobeinikow als Geologe und leitete eine Inspektionsarbeitsgruppe einer Prospektionsexpedition.
1960 wurde Korobeinikow auf Antrag Alexei Michailowitsch Kusmins an das TPI versetzt, wo er nun als Assistent am Lehrstuhl für Mineralogie und Kristallographie arbeitete. 1966 schloss er vorzeitig die 1963 begonnene Aspirantur ab und verteidigte mit Erfolg seine Dissertation über die metasomatische und hydrothermale Formierung der Kommunar-Gold-Lagerstätte in Chakassien für die Promotion zum Kandidaten der geologisch-mineralogischen Wissenschaften. 1968 wurde er zum Dozenten ernannt. 1976 gewann er die ausgeschriebene Leitung des Lehrstuhls für Geologie und Bodenschätzelagerstätten-Prospektion des TPI, den er bis 2000 leitete. 1983 verteidigte er mit Erfolg seine Doktor-Dissertation über die geochemischen Bedingungen für die Bildung von Gold-Lagerstätten im Altai-Sajan-Faltengebirge für die Promotion zum Doktor der geologisch-mineralogischen Wissenschaften. Diese bedeutende theoretische Arbeit wurde die Grundlage für die Vorhersage und Erschließung von Gold-Platin-Seltenerd-Lagerstätten in Sibirien und anderen Regionen. 1984 folgte die Ernennung zum Professor. 2018 wurde er beratender Professor der Abteilung Geologie.
Korobeinikow ist Mitglied der International Association on  the Genesis of Ore Deposits.

## Ehrungen, Preise
- Obrutschew-Gedenkabzeichen[2]
- Ehrenzeichen „Bergmannsruhm“ III. Klasse
- Ehrenzeichen „Held des 9. Fünfjahresplans“
- Medaille „Veteran der Arbeit“
- Verdienter Geologe der Russischen Föderation
- Verdienter Wissenschaftler der Russischen Föderation (1996)[2]
- Smirnow-Preis der Russischen Akademie der Wissenschaften (1997)[6]
- Ehrenprospektor der Republik Kasachstan[2]